# Vallis Bouvard
El Vallis Bouvard (Valle Bouvard) es un valle lunar de 284 km de largo, centrado en las coordenadas selenográficas 38.3°S, 83.1°W. Comienza en el borde sur del cráter Shaler, y avanza hacia el sursureste, dirigiéndose al cráter Baade.
| Vallis Bouvard |

Es uno de tres valles que surgen radialmente desde el borde sureste de la cuenca de impacto conocida como Mare Orientale. Los otros dos son el Vallis Inghirami y el Vallis Baade. Se formó como una cadena de cráteres secundaria. El valle fue bautizado en honor del astrónomo francés Alexis Bouvard.